# Chlorid sodný
Chlorid sodný (NaCl) je chemická sloučenina běžně známá pod označeními kuchyňská sůl, jedlá sůl nebo ještě častěji jen jako sůl. V přírodě se vyskytuje v podobě nerostu halitu, známého též pod názvem sůl kamenná. Jedná se o velmi důležitou sloučeninu potřebnou pro životní funkce většiny organismů.
Krystalický chlorid sodný je bezbarvý nebo bílý, průhledný, skelně lesklý a má krychlovou odlučnost.

## Výskyt

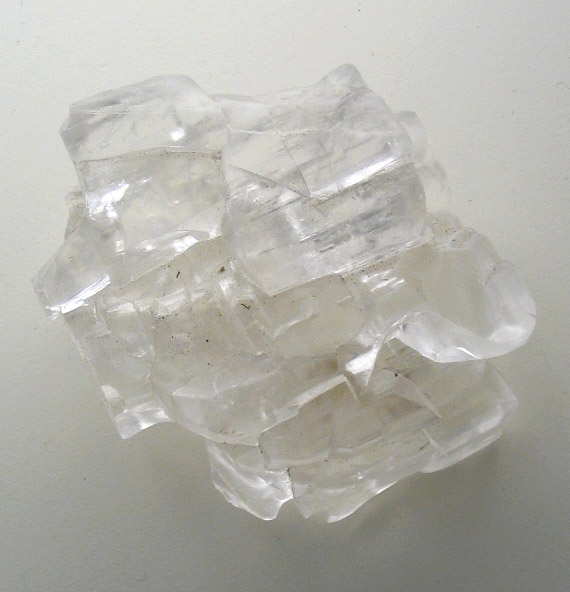
Krystal halitu – NaCl

Vzhledem k velké rozpustnosti ve vodě je většina chloridu sodného přítomného na Zemi obsažena v mořské vodě. Průměrná salinita mořské vody činí přibližně 3,5 %. Koncentrace NaCl v mořské vodě je přibližně 2,7 %, takže téměř 80 % soli obsažené v mořské vodě tvoří NaCl. Extrémním příkladem vysoce salinitních vod je Mrtvé moře, kde celkový obsah solí dosahuje hodnot až 35 %, ale obsah NaCl k jiným solím jen 30 %.
Pevný, krystalický chlorid sodný se nalézá v oblastech, kde v geologické minulosti Země došlo k vysušení oddělené části moře nebo oceánu a následnému překrytí vrstvy solí jinými geologickými vrstvami.

## Těžba soli
V roce 2006 bylo celosvětově vytěženo 200 milionů tun soli, přičemž největším producentem byla Čína (48 milionů tun) následovaná USA (46 milionů tun). Poblíž ČR je sůl intenzivně těžena v Polsku nebo Německu. Základní metody jsou těžba kamenné soli (známá růžová sůl z Himálaje, roční těžba 800 milionů liber) nebo vysušováním mořské vody - soliska. To je běžné v mnoha přímořských státech.

## Exotické formy
Vedle kubických prostorových krystalů byla v roce 2020 prokázána i existence dříve předpovídané exotické hexagonální fáze. Ta má formu monoatomární vrstvy podobné grafenu, v jejíž šestiúhelníkovité struktuře se pravidelně střídají sodík a chlor. Podařilo se ji připravit jako tenký film (cca 6 nm; tlustší vrstva by se zhroutila do kubické struktury) na stěnách krystalu diamantu a prokázat měřením pomocí rentgenové a elektronové difrakce.

## Využití
Chlorid sodný je důležitá surovina pro potravinářský a chemický průmysl. V potravinářství se kromě běžné úpravy potravin (a ochucení) používá při konzervaci masa nasolením.
V chemickém průmyslu je surovinou pro výrobu sodíku, jedlé sody, chlóru, kyseliny chlorovodíkové a mnoha dalších sloučenin. Jeho další využití je například v mýdlovarnictví, sklářství, metalurgii a v papírenském průmyslu, či při výrobě barev. Významné je též jeho využití ve zdravotnictví ve formě 0,9% roztoku, jenž se nazývá fyziologický roztok.

### Zimní posyp komunikací

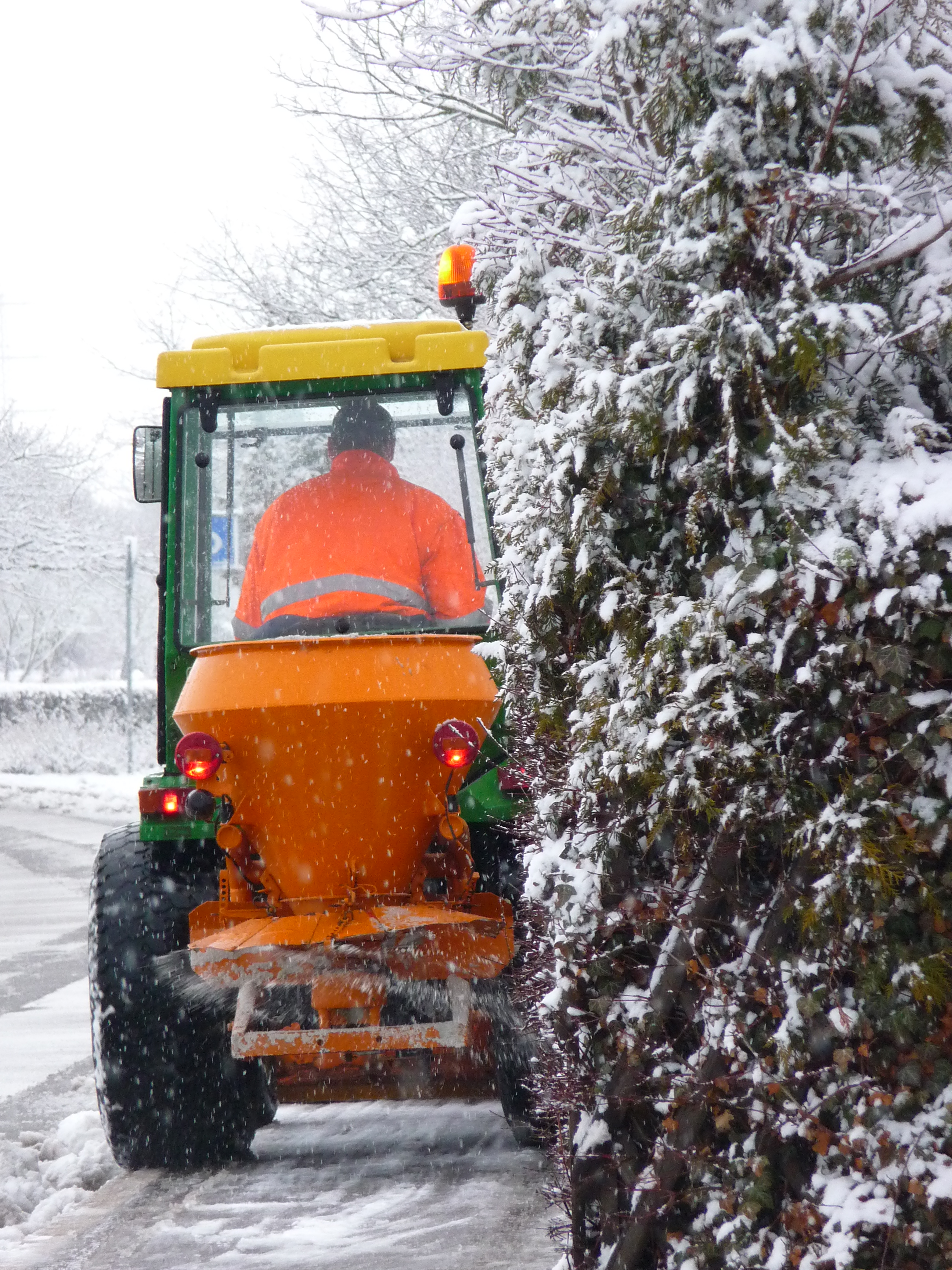
Nástavec na rozmetávání soli

Zásadní význam má chlorid sodný v zimní údržbě komunikací. Prakticky ve všech zemích EU je naprosto převažujícím posypovým materiálem, a posypová sůl NaCl byla například v ČR v roce 2001 s cenou v rozmezí 1 700 až 2 200 Kč za tunu asi 6krát levnější než druhá nejužívanější rozmrazovací látka, chlorid vápenatý. V České republice bylo v zimní sezóně 2000/2001 na posyp vozovek silniční sítě v ČR použito 168 000 tun soli, z toho v 98 % se používal chlorid sodný, ve zbylém podílu chlorid vápenatý a jen v nepatrném rozsahu chlorid hořečnatý.[zdroj?] Eutektický bod, tedy teplota, do které má sůl rozmrazovací účinek, je pro chlorid sodný ve vodném roztoku s ideální koncentrací cca 22 % asi −21 °C. V praxi však není možné rovnoměrně dosáhnout ideální koncentrace a navíc se ředí vodou z rozmrazeného povrchu, padajícím sněhem apod.; proto hranice skutečné účinnosti leží výše. Pro běžné potřeby zimního ošetřování komunikací účinkuje kuchyňská sůl do teploty −5 °C, maximálně −7 °C. Při teplotách pod −11 °C již bývá zcela neúčinná (chlorid vápenatý je velmi účinný až do −35 °C, při velkých mrazech se používá zpravidla jen jako příměs chloridu sodného).

### Jodizovaná sůl
Kuchyňská sůl běžně prodávaná v obchodech s potravinami je ze zdravotních důvodů jodizovaná – je do ní přidáváno malé množství jódu ve formě jodidu nebo jodičnanu draselného. Tímto opatřením je zabezpečeno, aby v populaci nevznikal deficit jódu, který by mohl být příčinou řady zdravotních poruch, především dysfunkce štítné žlázy. Nadměrná konzumace soli však zdraví škodí. Doporučená denní dávka je pro dospělého člověka přibližně 5 g soli (cca 2 g sodíku). Menší krystalky soli na povrchu jídla dávají větší pocit slanosti, takže jejich použití by snížilo obsah soli nutný k danému vjemu. Ovšem zvýšení nehomogenity soli uvnitř jídla (například není-li tam sůl rozpuštěná) zvyšuje také vnímaní slanosti.

## Fotogalerie

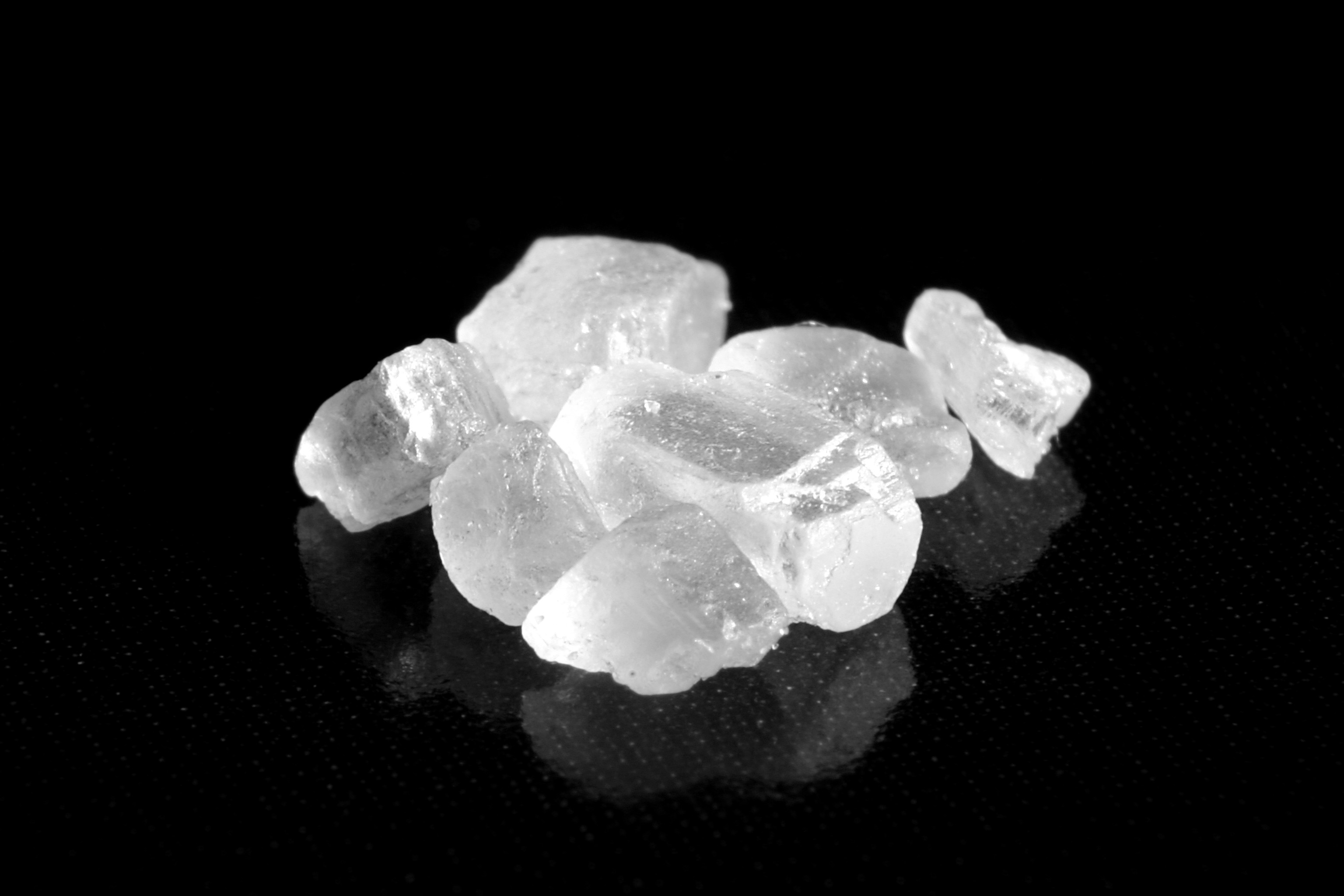
Krystaly NaCl
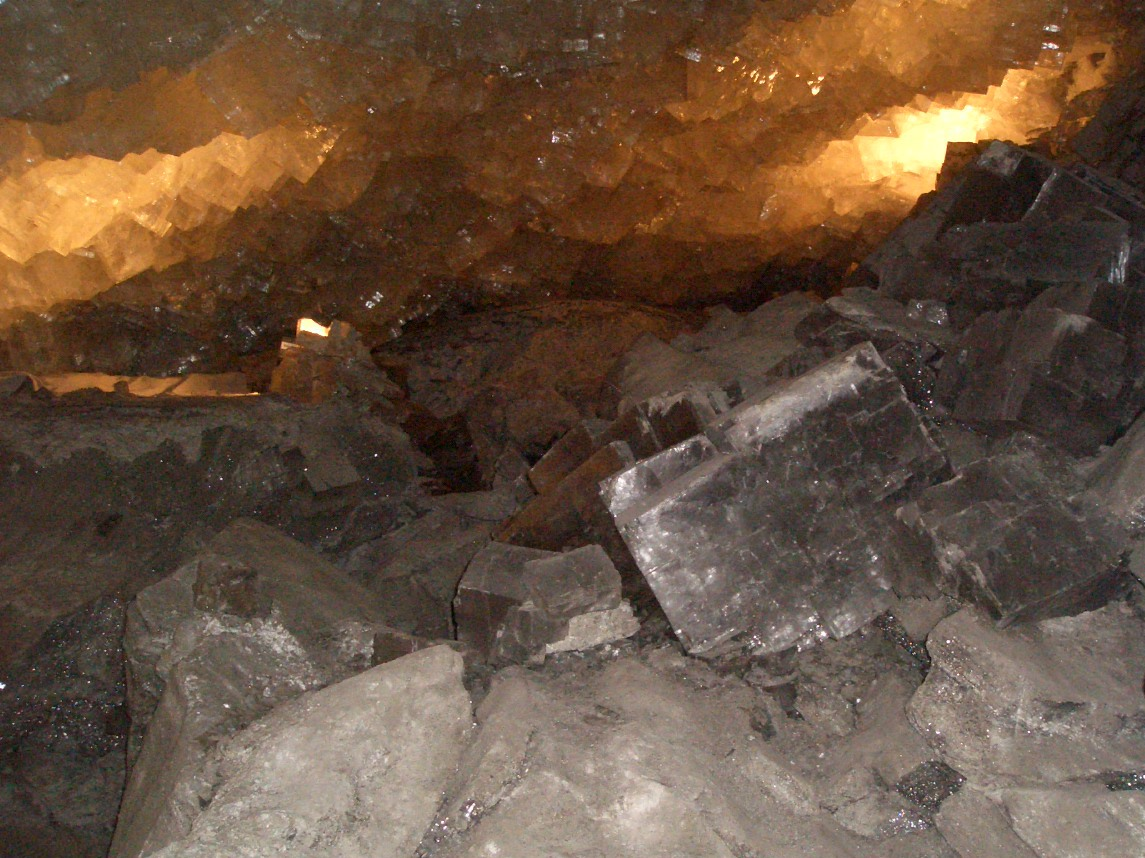
Solné doly v německém Merkersu
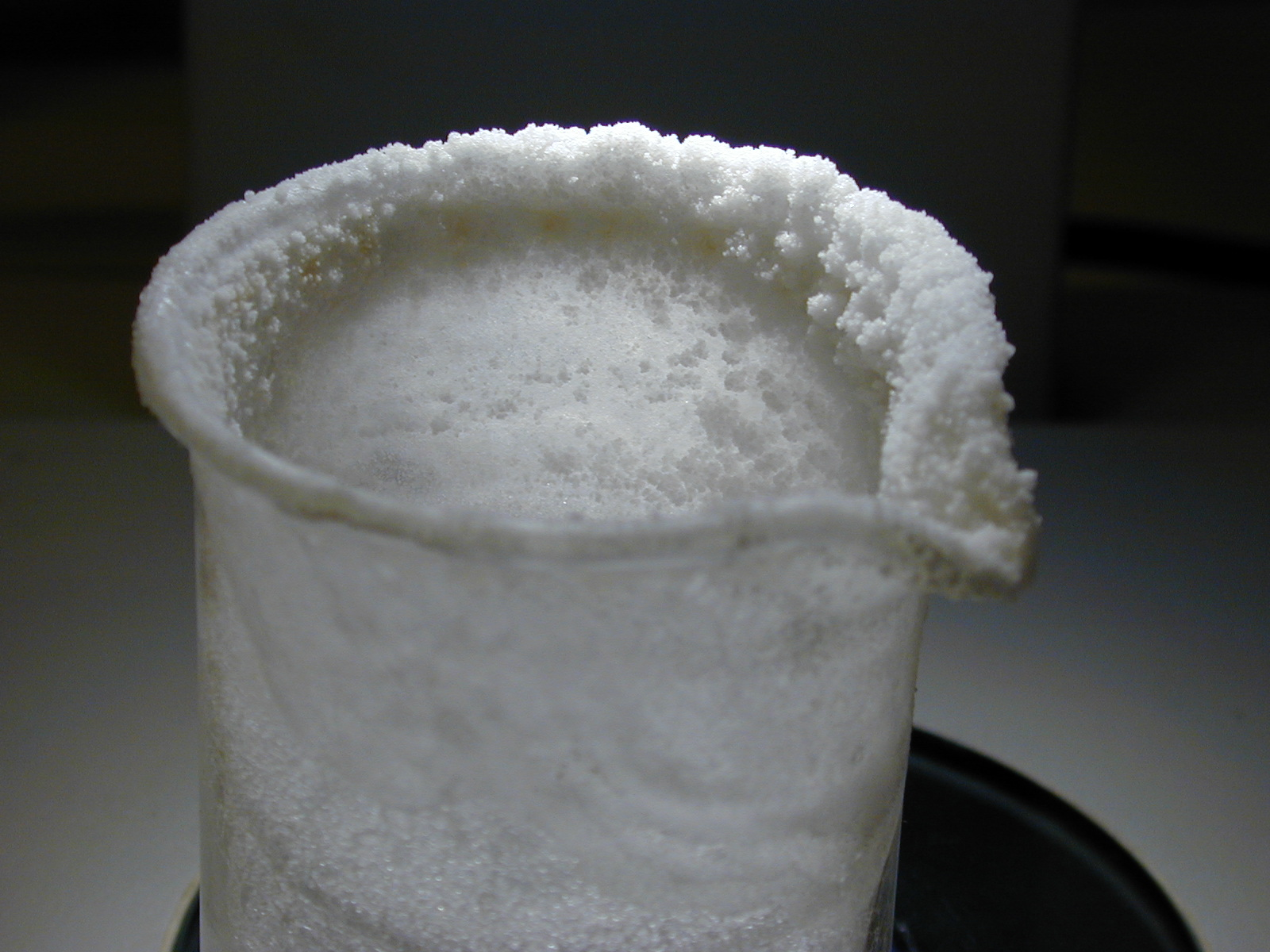
Krystaly NaCl vzniklé odpařením vody z roztoku
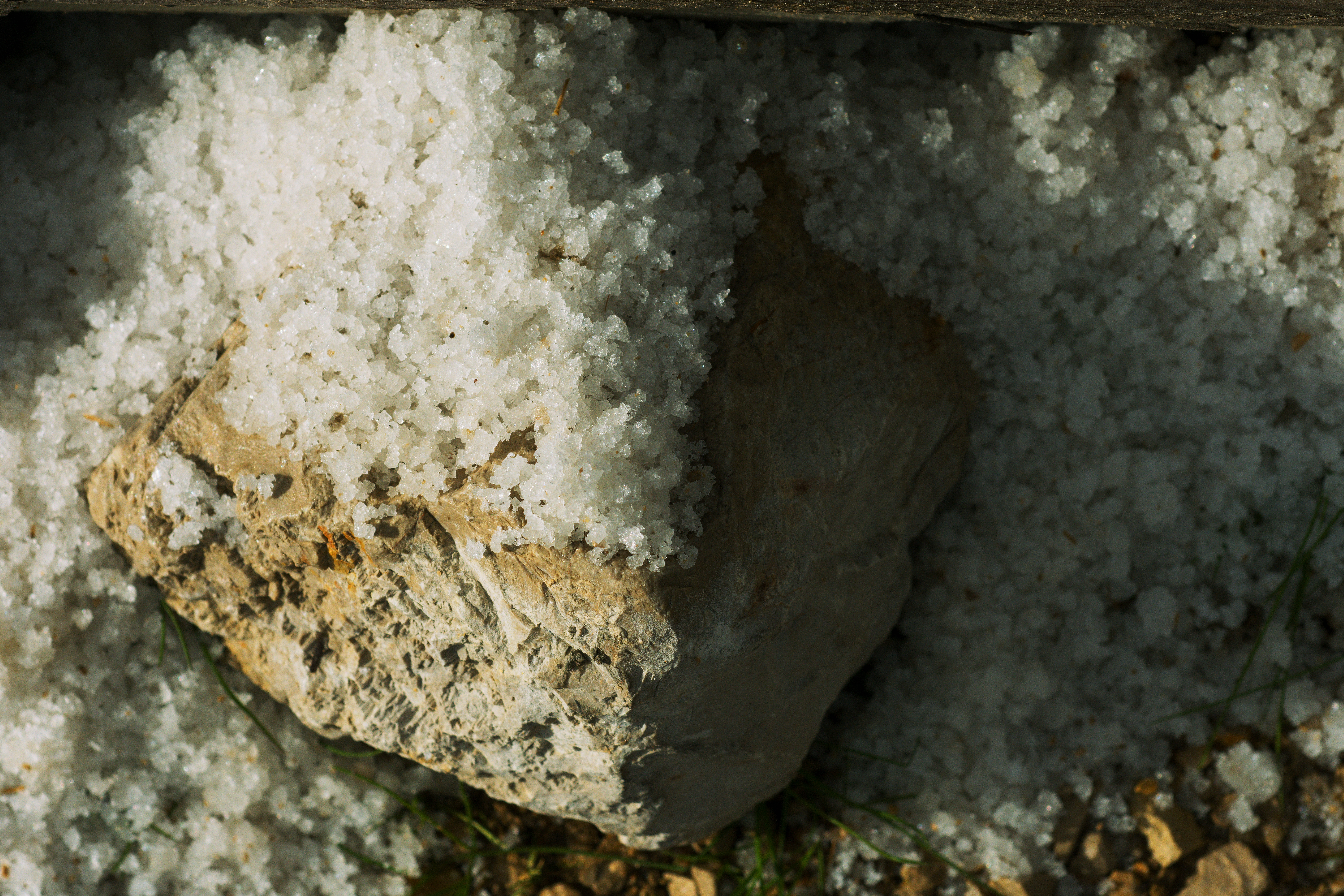
Hromada soli vytěžená v portugalském Aveiru
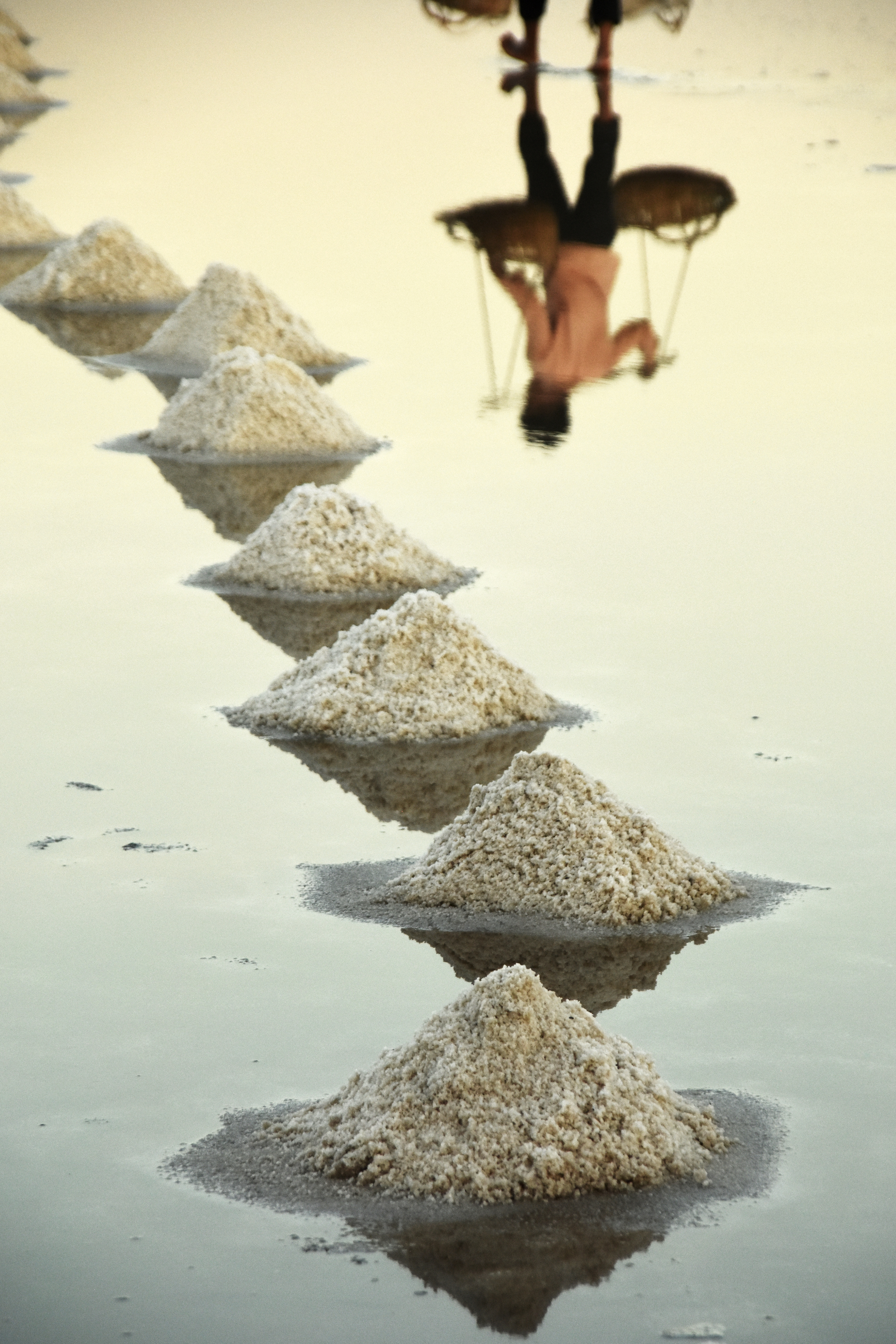
Těžba soli ze solisek v oblasti Kampotu v Kambodži